# Saint-Ouen-le-Brisoult
Saint-Ouen-le-Brisoult is een gemeente in het Franse departement Orne (regio Normandië) en telt 105 inwoners (1999). De plaats maakt deel uit van het arrondissement Alençon.

## Geografie
De oppervlakte van Saint-Ouen-le-Brisoult bedraagt 10,1 km², de bevolkingsdichtheid is 10,4 inwoners per km².
De onderstaande kaart toont de ligging van Saint-Ouen-le-Brisoult met de belangrijkste infrastructuur en aangrenzende gemeenten.

## Demografie
Onderstaande figuur toont het verloop van het inwonertal (bron: INSEE-tellingen).